# 青年海盜 (瑞典)
青年海盜（瑞典語：Ung Pirat）是瑞典海盗党的青年翼。该组织成立於2006年12月。2009年4月至2010年春季，该组织擁有超過22000會員，並且為瑞典最大會員數最多的青年組織。

## 來源
1. ↑  .   [2009-11-21]. （原始内容存档于2009-06-09）.
2. ↑  .   [2013-12-30]. （原始内容存档于2012-07-28）.
3. ↑  .   [2009-11-21]. （原始内容存档于2011-06-12）.
4. ↑  http://www.sr.se/cgi-bin/halland/nyheter/artikel.asp?Artikel=2730705%5B%5D
5. ↑  .   [2017-11-23]. （原始内容存档于2012-09-19）.

## 外部連結
- 官方網站 （页面存档备份，存于） （瑞典文）